# Trypanosoma batrachi
Trypanosoma batrachi – kinetoplastyd z rodziny świdrowców należący do królestwa protista. Pasożytuje w osoczu krwi ryb Clarias batrachus z rodziny ryb długowąsowatych.
Osobniki T. batrachi osiągają 22–29 μm długości, 1,5–3,5 μm szerokości. Posiadają wolną wić długości 9–14 μm, całkowita długość ciała wraz z wolną wicią osiąga 31–33 μm. Jądro jest niezbyt duże, lekko owalne i mierzy 2–3 μm długości oraz 1–1,5 μm szerokości. Kinetoplast jest okrągły posiada średnicę 1,1.